# JWH-133
JWH-133 je potentan i selektivan agonist CB2 receptora, sa  od 3,4 nM i selektivnošću od oko 200 puta za CB2 u odnosu na CB1 receptore. 
JWH-133, kao i WIN 55,212-2 i HU-210, sprečavaju inflamaciju uzrokovanu beta amiloidnim proteinima koji učestvuju u Alzheimerovoj bolesti. On isto tako sprečava kognitivno pogoršanje i gubitak neuronskih markera. Ovo antiinflamatorno dejstvo je indukovano putem dejstva agonista na kanabinoidni receptor, čime se sprečava aktivacija mikroglija koja uzrokuje zapaljenje. Kanabinoidi potpuno sprečavaju neurotoksičnost vezanu za aktivaciju mikroglija u modelima na pacovima.
JWH-133 je potencijalno koristan kao lek protiv kancera.